# Naomi Sager
Naomi Sager, född 1927 i Chicago, är en amerikansk forskare i datavetenskap och  språkteknologi, mest känd för sitt pionjärarbete med algoritmer för informationsextraktion.
Efter att 1953 utexaminerats som elektroingenjör från Columbia University och arbetat med medicinsk teknik i några år fick hon 1959 anställning på University of Pennsylvania där hon fick börja arbeta med språkteknologi på datorn UNIVAC I.
 
Hon arbetade i gruppen som byggde den första parsern för engelskspråkig text och särskilt var hennes arbete inriktat på att hantera flertydighet i text.  Hon fortsatte med att arbeta med konvertera texters variation till enhetligt format för informationssökning. Detta arbete ledde så småningom till hennes doktorsavhandling i lingvistik.
1965 flyttade hon till New York University där hon var med och grundade the Linguistic String Project som hon ledde i 30 år till sin pension. Projektet arbetade med analys av fackspråk särskilt medicinsk text.  Grunden för Sagers arbete är att abstrahera över variation i text. Särskilt i facktext är ofta innehållets övergripande struktur förutsebart, referenter och ämnesbegrepp kända sedan tidigare och möjliga relationer mellan dem redan begränsade av fackområdet: till exempel ges mediciner till patienter efter diagnoser för att motverka besvär och kan föranleda biverkningar.
Analysen av text handlar då om att försöka bortse från formuleringarna och fastställa vilka referenter och begrepp som nämns och vilka relationer de inträder i. Hennes arbete är grund för det som senare kom att kallas informationsextraktion och utgör en egen utvecklingslinje och forskningstradition i språkteknologin, inspirerat av Zellig Harris strukturalistiska modeller för språk och i synnerhet hans arbete med språk för särskilda tillämpningar, så kallade "sublanguages" eller register. 